# Henning Larsen - lyset og rummet
Henning Larsen - lyset og rummet er en dansk dokumentarfilm fra 2012, der er instrueret af Jytte Rex efter eget manuskript.

## Handling
Den 86-årige verdensberømte arkitekt Henning Larsen ser tilbage på sit liv og virke. Han er kendt for fremragende bygningsværker verden over fra Udenrigsministeriet i Saudiarabien til Stadsbiblioteket i Malmø. Men han beskriver også sin bitre konflikt med Mærsk Mc-Kinney Møller om Operaen i København, der ikke blev, som han ønskede. Et portræt af et menneske, der opfatter arkitekturen som en kunstart.